# Fasil Ghebbi
Fasil Ghebbi is een vesting in de Ethiopische stad Gondar, die werd gebouwd in opdracht van keizer Fasilides (1603 - 1667). Voor die tijd was het gebruikelijk dat de keizer door het land reisde zonder vaste woonplaats. Fasilides was de eerste keizer van Ethiopië die op een vaste plek ging wonen. Fasil Ghebbi zou tot in de 18e eeuw de residentie van de Ethiopische keizers blijven. De vesting werd in 1979 toegevoegd aan de Werelderfgoedlijst van UNESCO.
In de bouwstijl zijn invloeden van de Arabische, de Nubische en de barokke architectuur te vinden. Binnen de muren, met twaalf poorten, ligt een terrein van zeven hectare. Hier zijn onder andere drie kerken te vinden. Ten zuiden van het complex ligt een park, dat vroeger een plein was. Hier vonden destijds officiële ceremonies plaats.